# Збірна Японії з футболу
Національна збірна Японії з футболу — японська національна збірна з футболу, яку контролює Федерація футболу Японії.
Станом на 28 листопада 2024 посідає 15-e місце у рейтингу футбольних збірних світу.

## Історія
Тренером збірної з 21 липня 2006 року був боснієць Івиця Осим, який раніше працював тренером збірної Югославії і японської команди «Ітіхара» (Тіба) (JEF United Ichihara Chiba). Він змінив на цьому посту бразильця Зіко, який був тренером національної збірної Японії у 2002—2006 роках.
У грудні 2007 року на посаду головного тренера прийшов Окада Такесі, який у 1997-1998 роках вже тренував збірну Японії і вперше в історії вивів її на Чемпіонат світу у 1998 році, що проходив у Франції
В японських засобах масової інформації збірну іменують як «ніппон дайхьо» (日本代表, «Представники Японії»). Хоча збірна немає офіційної назви, її часто величають за ім'ям її тренера, наприклад під час керівництва Івиці Осима її називали «Японія Осима» або «Осимська Японія». Нині збірну найчастіше називають "Синіми (блакитними) самураями" через колір їхньої форми.
Японія є однією з найуспішніших національних збірних в Азії. Вона є чотириразовим переможцем Кубку Азії і також брала участь в останніх чотирьох фінальних турнірах чемпіонату світу.

## Кубок Світу
- 1930 — не брала участі
- 1934 — не брала участі
- 1938 — відмовилася від участі
- 1950 — відмовлено в участі
- 1954 — не пройшла кваліфікацію
- 1958 — не брала участі
- 1962 — не пройшла кваліфікацію
- 1966 — не брала участі
- 1970–1994 — не пройшла кваліфікацію
- 1998 — груповий етап
- 2002 — 1/8 фіналу
- 2006 — груповий етап
- 2010 — 1/8 фіналу
- 2014 — груповий етап
- 2018 — 1/8 фіналу
- 2022 — 1/8 фіналу

## Кубок Азії
- 1956–1964 — не брала участі
- 1968 — не пройшла кваліфікацію
- 1972 — не брала участі
- 1976 — не пройшла кваліфікацію
- 1980 — не брала участі
- 1984 — не брала участі
- 1988 — груповий етап (студентська збірна)
- 1992 — чемпіон
- 1996 — чвертьфінал
- 2000 — чемпіон
- 2004 — чемпіон
- 2007 — четверте місце
- 2011 — чемпіон
- 2015 — чвертьфінал
- 2019 — друге місце

## Поточний склад
Заявка збірної для участі у чемпіонаті світу 2018 року. Вік гравців наведено на день початку змагання (14 червня 2018 року), дані про кількість матчів і голів — на дату подачі заявки (31 травня 2018 року).
| №  | Поз. | Гравець                 | Дата народження (вік)          | Ігри | Голи | Клуб                    |
| -- | ---- | ----------------------- | ------------------------------ | ---- | ---- | ----------------------- |
| 1  | ВР   | Судзукі Дзіон           | 20 березня 1983 (вік 35 років) | 83   | 0    | «Парма»                 |
| 12 | ВР   | Хігасігуті Масаакі      | 12 травня 1986 (вік 32 роки)   | 4    | 0    | «Ґамба Осака»           |
| 23 | ВР   | Накамура Косуке         | 27 лютого 1995 (вік 23 роки)   | 3    | 0    | «Касіва Рейсол»         |
|    |      |                         |                                |      |      |                         |
| 2  | ЗХ   | Уеда Наоміті            | 24 жовтня 1994 (вік 23 роки)   | 3    | 0    | «Касіма Антлерс»        |
| 3  | ЗХ   | Сьодзі Ген              | 11 грудня 1992 (вік 25 років)  | 10   | 1    | «Касіма Антлерс»        |
| 5  | ЗХ   | Нагатомо Юто            | 12 вересня 1986 (вік 31 рік)   | 104  | 3    | «Галатасарай»           |
| 6  | ЗХ   | Ендо Ватару             | 9 лютого 1993 (вік 25 років)   | 11   | 0    | «Урава Ред Даймондс»    |
| 19 | ЗХ   | Сакаї Хірокі            | 12 квітня 1990 (вік 28 років)  | 41   | 0    | «Олімпік» (Марсель)     |
| 20 | ЗХ   | Макіно Томоакі          | 11 травня 1987 (вік 31 рік)    | 31   | 4    | «Урава Ред Даймондс»    |
| 21 | ЗХ   | Сакаї Готоку            | 14 березня 1991 (вік 27 років) | 39   | 0    | «Гамбург»               |
| 22 | ЗХ   | Йосіда Мая              | 24 серпня 1988 (вік 29 років)  | 81   | 10   | «Саутгемптон»           |
|    |      |                         |                                |      |      |                         |
| 4  | ПЗ   | Хонда Кейсуке           | 13 червня 1986 (вік 32 роки)   | 94   | 36   | «Пачука»                |
| 7  | ПЗ   | Сібасакі Гаку           | 28 травня 1992 (вік 26 років)  | 16   | 3    | «Хетафе»                |
| 8  | ПЗ   | Харагуті Генкі          | 9 травня 1991 (вік 27 років)   | 31   | 6    | «Фортуна» (Дюссельдорф) |
| 10 | ПЗ   | Сіндзі Каґава           | 17 березня 1989 (вік 29 років) | 90   | 29   | «Боруссія» (Дортмунд)   |
| 11 | ПЗ   | Усамі Такасі            | 6 травня 1992 (вік 26 років)   | 22   | 3    | «Фортуна» (Дюссельдорф) |
| 14 | ПЗ   | Інуї Такасі             | 2 червня 1988 (вік 30 років)   | 25   | 2    | «Ейбар»                 |
| 16 | ПЗ   | Ямагуті Хотару          | 6 жовтня 1990 (вік 27 років)   | 41   | 2    | «Сересо Осака»          |
| 17 | ПЗ   | Хасебе Макото (капітан) | 18 січня 1984 (вік 34 роки)    | 109  | 2    | «Айнтрахт»              |
| 18 | ПЗ   | Осіма Рьота             | 23 січня 1993 (вік 25 років)   | 4    | 0    | «Кавасакі Фронтале»     |
|    |      |                         |                                |      |      |                         |
| 9  | НП   | Сіндзі Окадзакі         | 16 квітня 1986 (вік 32 роки)   | 112  | 50   | «Лестер Сіті»           |
| 13 | НП   | Муто Йосінорі           | 15 липня 1992 (вік 25 років)   | 22   | 2    | «Майнц 05»              |
| 15 | НП   | Осако Юя                | 18 травня 1990 (вік 28 років)  | 27   | 7    | «Кельн»                 |

## Форма
Домашня
| 1917 | 1950–1975 | 1975–1979 | 1979–1980 | 1980–1983 | 1983–1986 | 1986–1987 |

| 1988–91 | 1991–1992 | 1992–96 | 1996–98 | 1998–99 | 1999–2000 | 2001 |

| 2002–03 | 2004–05 | 2006–07 | 2008–09 | 2010–11 | 2012–13 | 2014–2015 |

Виїзна
| 1980–1981 | 1984–1985 | 1985 | 1999–2000 | 2001 | 2002–03 | 2004–05 |

| 2006–07 | 2008–09 | 2010–11 | 2012–13 | 2014–2015 |